# انن-بومون
شهر انن-بومون (به فرانسوی: Hénin-Beaumont) در شهرستان پا-دو-کاله در ناحیه شمال کاله با جمعیت ۲۵٬۹۱۵ نفر در کشور فرانسه واقع شده‌است